# آب‌انبار چهاردرخت
آب‌انبار چهاردرخت (حاج محمدجعفر) مربوط به دوره قاجار است و در بیرجند، خیابان شهید مطهری، محله چهار درخت واقع شده و این اثر در تاریخ ۲ شهریور ۱۳۷۸ با شمارهٔ ثبت ۲۴۰۳ به‌عنوان یکی از آثار ملی ایران به ثبت رسیده است.